# ساریت تانارت
ساریت تانارت (انگلیسی: Sarit Thanarat؛ زاده ۱۶ ژوئن ۱۹۰۸ – درگذشته ۸ دسامبر ۱۹۶۳) سیاستمدار، و سرباز اهل تایلند بود.
وی همچنین برندهٔ جوایزی همچون نشان فیل سفید شده‌است.